# Distretto di Mykolaïv (oblast' di Mykolaïv)
Il distretto di Mykolaïv (in ucraino Миколаївський район?) è un distretto nell'oblast' di Mykolaïv in Ucraina. Il suo centro amministrativo è la città di Mykolaïv. Ha una popolazione di 636 832 abitanti.
Il 18 luglio 2020, come parte della riforma amministrativa dell'Ucraina, il numero di distretti dell'oblast di Mykolaïv è stato ridotto a quattro e l'area del distretto di Mykolaïv  è stata notevolmente ampliata.